# Bitze (Morsbach)
Bitze ist ein Ortsteil von Morsbach im Oberbergischen Kreis im südlichen Nordrhein-Westfalen innerhalb des Regierungsbezirks Köln.

## Lage und Beschreibung
In ländlicher, waldreicher Umgebung liegt Bitze am südlichsten Zipfel des Oberbergischen Kreises. Die Städte Gummersbach (38 km), Siegen (50 km) sowie Köln (75 km) sind rasch zu erreichen.
Benachbarte Bitzener Ortsteile sind Böcklingen im Norden, Niederwarnsbach im Osten, Volperhausen im Süden, Katzenbach im Südwesten, Siedenberg im Ostwesten und Rolshagen im Westen.

## Geschichte
1439 wurde der Ort das erste Mal urkundlich erwähnt, und zwar „Johann Clein zu Bitzhain und seine Ehefrau Elßgen kaufen von Hermann v. Hatzfeld das Gut auf der Zinßhardt“.
Die Schreibweise der Erstnennung war zu Bitzhain.